# Sony Ericsson J100
Sony Ericsson J100 là chiếc dòng điện thoại di động tầm thấp mà liên minh Nhật Bản-Thụy Điển Sony Ericsson muốn mang đến cho những khách hàng của mình.
Điều nổi bật ở chiếc điện thoại giá rẻ này chính là Loa ngoài cực lớn và nhạc chuông đa âm sắc. Ngoài ra không có một điểm gì nổi bật.

## Tổng quan
Tuy là điện thoại giá rẻ nhưng J100 vẫn được Sony Ericsson tích hợp cho một màn hình màu với kích thước nhỏ (96x64 pixels) và 4096 màu.
Bàn phím có kích thước lớn nên dễ dàng để cho khách hàng soạn thảo tin nhắn, đặc biệt là những người lớn tuổi.
J100 còn có tiện ích đơn giản như đồng hồ báo thức, từ điển T9 và đồng hồ bấm giây chạy đua.

## Tính năng
- Máy chạy trên 2 băng tần là 900/1800.
- Kích thước: 100 x 44 x 18 mm
- Trọng lượng: 70 g
- Pin chuẩn: Li-Ion có thời gian chờ là 300 giờ và thoại lên đến 8 giờ.